# JR貨物V18A形コンテナ
JR貨物V18A形コンテナ（JRかもつV18Aがたコンテナ）は、日本貨物鉄道（JR貨物）が製造した12 ft通風コンテナである。

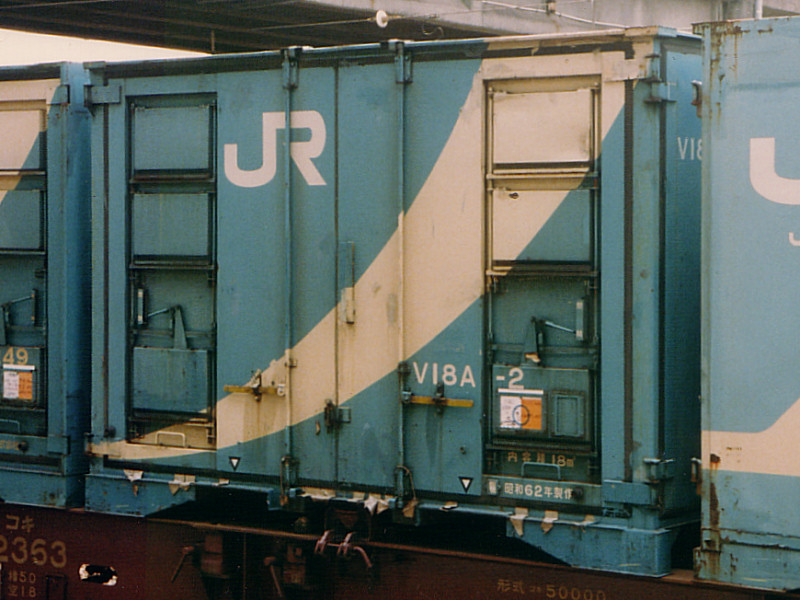
V18A-2 通風コンテナ

## 概要
1987年（昭和62年）度に通風コンテナとして東急車輛製造にて500個が製作された。単年度のみの製作であり翌年には次級であるV18B形が登場した。
外法寸法は高さ2,500 mm、幅2,438 mm、長さ3,658 mm。内法寸法は高さ2,189 mm、幅2,281 mm、長さ3,522 mm。最大積載重量は5 t。

## 現状
2000年（平成12年）度以降、V19B形の増備や通風装置付き私有保冷コンテナのUR18A形20000番台やUR19A形20000番台の登場により用途廃止・廃棄が進み、2011年（平成23年）に全廃された。